# Mitjana aritmètica

Construcció geomètrica per a trobar les mitjanes aritmètica (A), quadràtica (Q), geomètrica (G) i harmònica (H) de dos nombres a i b.

La mitjana aritmètica o terme mitjà és un paràmetre estadístic associat a un conjunt de dades numèriques que s'obté sumant els valors de totes les dades i dividint-lo pel nombre d'elements del conjunt. Pot dir-se que aquest paràmetre estadístic és el resultat d'ajuntar tots els elements corresponents de cadascun dels individus que els posseeixen i repartir-los a parts iguals entre tots ells. En altres paraules la mitjana representa el valor que prendria una determinada variable en un conjunt de dades si es repartís equitativament entre tots els seus elements.
Així, per a un conjunt d'elements (a) essent n el nombre d'elements del conjunt, l'expressió matemàtica de la mitjana aritmètica de {\displaystyle a_{1},a_{2},...,a_{n}}, serà igual a:
{\displaystyle {\bar {x}}={1 \over n}\sum _{i=1}^{n}{a_{i}}={1 \over n}(a_{1}+\cdots +a_{n})}
El símbol µ (mi) s'utilitza per a la mitjana aritmètica d'una població estadística, mentre que per a la mitjana d'una mostra estadística s'usa {\displaystyle {\overline {X}}}.

## Exemple
Per exemple, si volem obtenir la mitjana d'edat d'una família de cinc membres de 50, 45, 20, 16 i 14 anys respectivament s'han de sumar aquests valors: 
{\displaystyle 50+45+20+16+14=145}
i dividir aquest valor pel nombre d'elements de la família (5):
{\displaystyle 145/5=29}
Així doncs en aquesta família l'edat mitjana seria 29 anys.

## Càlcul incremental de la mitjana aritmètica
A vegades (per exemple, en un programa informàtic) pot ser útil calcular la mitjana aritmètica d'un conjunt de nombres coneixent ja la mitjana d'un subconjunt d'aquests nombres. Per això resulta útil la següent fórmula:
{\displaystyle A_{n+1}={\dfrac {\sum _{i=1}^{n+1}v_{i}}{n+1}}={\dfrac {\sum _{i=1}^{n}v_{i}+v_{n+1}}{n+1}}={\dfrac {nA_{n}+v_{n+1}}{n+1}}={\dfrac {v_{n+1}+(n+1)A_{n}-A_{n}}{n+1}}=A_{n}+{\dfrac {v_{n+1}-A_{n}}{n+1}}}
On {\displaystyle A_{n}} és una mitjana prèviament coneguda d'{\displaystyle n} elements i l'{\displaystyle A_{n+1}} resultant és la mitjana d'aquests elements més un de nou ({\displaystyle v_{n+1}}). Fixeu-vos que {\displaystyle v_{n+1}-A_{n}} és la variància entre aquest nou element i la mitjana anterior.